# Dassault Étendard IV
Dassault Étendard IV byl podzvukový palubní přepadový stíhací letoun, který ve francouzském námořnictvu sloužil od roku 1962. Později posloužil jako základ pro pokročilejší letoun Dassault-Breguet Super Étendard. Během 70. let bylo zamýšleno nahradit Étendard IV námořní verzí letounu SEPECAT Jaguar označenou jako Jaguar M, nicméně jeho vývoj byl zrušen a krátce na to začal být nahrazován strojem Super Étendard. Étendard IV byl v 80. letech postupně stahován ze služby a roku 1991 byl svým jediným provozovatelem vyřazen úplně.

## Vývoj

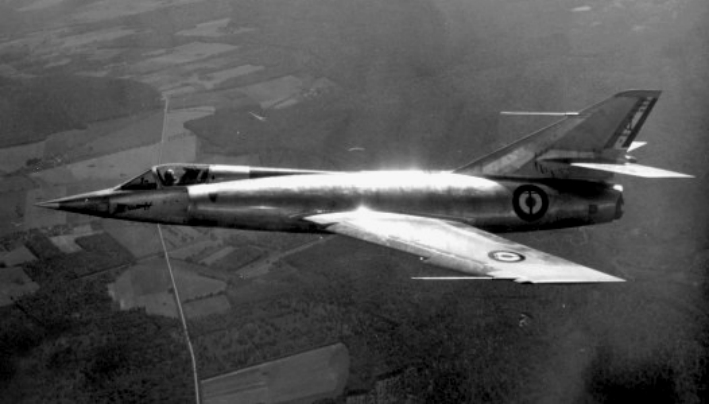
Prototyp Etendard IV za letu v roce 1959

V prosinci 1953 projevil generální štáb francouzského letectva zájem o nový stíhací letoun. Primárně měl být určen k útokům na pozemní cíle, ale měl být schopen i vybojovat vzdušnou převahu. U konceptu nového stroje se z bezpečnostních důvodů předpokládalo použití dvou motorů. Letadlo s podobnými parametry v té době hledalo i francouzské námořnictvo. Francie proto objednala dva prototypy s dvojicí pohonných jednotek Gabizo. Jeden z nich byl Dassault Étendard II, zatímco druhý, s označením Br 1100, dodala firma Breguet.
Souběžně s tím se obě společnosti zúčastnily i soutěže NATO na nové jednomotorové letadlo. Jejich návrhy dostaly jména Étendard VI a Br 1001 Taon. Do soutěže NATO se kromě francouzských společností zapojila i firma Fiat s letadlem G.91. Italské společnosti se nakonec podařilo uspět, proto Dassault zastavil další vývoj Étendardu VI.
23. července 1956 vzlétl z letiště Melun-Villaroche první prototyp Étendard II, pilotovaný Paulem Boudierem. Zkoušky tohoto dvoumotorového stroje začaly úspěšně, ale ukázalo se, že letoun nemá požadovanou výkonnost. Etendard II byl dlouhý 12,89 m s rozpětím křídla 8,74 m a hmotnost prázdného letadla byla 4 120 kg. Motory Gabizo (každý o tahu 9,2 kN) byly pro tento typ letadla nedostačující. A tak ještě dříve než přišli vývojáři s výkonnějšími Hispano-Suiza R 80.0 a Snecma R 105, byl program Étendard II ukončen.
Naproti tom však společnost Dassault rozběhla soukromou iniciativu, ve které spustila vývoj jednomotorového stroje Étendard IV s motorem Snecma Atar 101 E. Tento program v současnosti nesl označení Mystère XXIV a první prototyp se vznesl 24. července 1956. V závěru roku 1957 se letoun účastnil i soutěže NATO, ale z výběrového řízení byl vyloučen, neboť NATO trvalo na používání pohonné jednotky Orpheus. K objednávce nedošlo ani ze strany francouzského letectva, které upřednostnilo stíhačky Mirage III.
Když se koncept dvoumotorového letadla zastavil, francouzské námořní síly musely rozhodnout, jak dále. Vrátily se k návrhu firmy Dassault vyvinou palubní stíhačku na základě stroje Mystère XXIV (Étendard IV). Námořní varianta Étendard IVM poprvé vzlétla 21. května 1958 se zkušebním pilotem Jean-Marie Sagetem. S motorem Snecma Atar 8 dosáhl vynikajících výsledků a tak po ukončení zkoušky námořnictvo objednalo 90 letadel. Nicméně je nutné dodat, že 21 z nich bylo v průzkumné verzi Étendard IVP. Dodávky letadel začaly 9. prosince 1961 a ve francouzském námořnictvu sloužily Étendardy IVM  až do roku 1991. Průzkumná verze Étendard IVP zůstala ve službě o několik let déle. 27. června 2000 vzlétlo toto letadlo naposledy z paluby lodi Foch a o měsíc později byla letka průzkumných Étendardů IV oficiálně rozpuštěna.

## Konstrukce

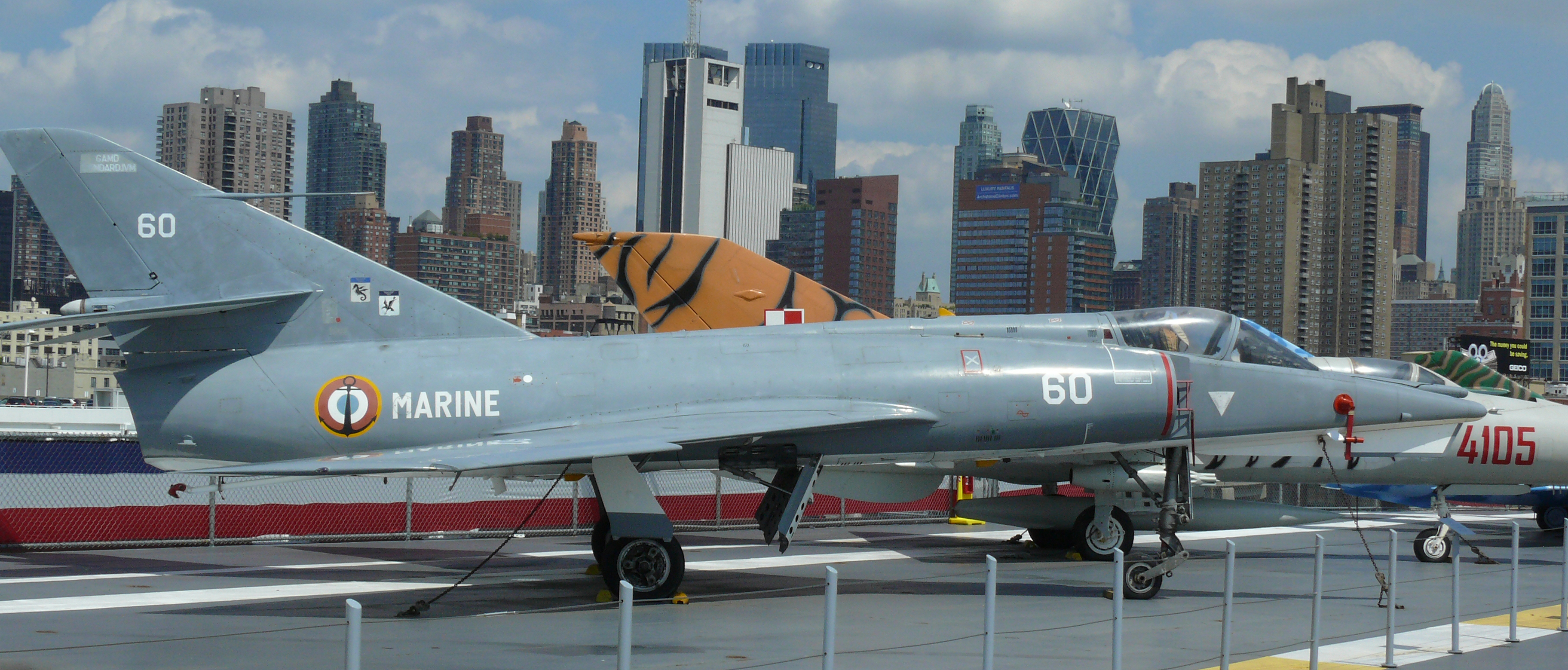
Étendard IVM v leteckém a kosmickém muzeu Intrepid Sea

Křídla s rozpětím 9,6 m svírala úhel 45°. U námořní verze měla křídla sklopné konce pro lepší manipulaci na letadlové lodi.
Pohon Étendardu IV zajišťoval jeden proudový motor SNECMA Atar 8B o tahu 43,16 kN. Letadlo dosahovalo maximální rychlost 1 099 km/h a mělo dostup 15 500 m. Interní palivové nádrže se nacházely v trupu a křídlech stroje, přičemž jejich celkový objem činil 3 300 litrů. Na vnější závěsníky pod křídly bylo možné připevnit ještě dvě palivové nádrže o objemu 625 litrů. Maximální dolet letadla tak dosahoval 3 300 km.
Základní výzbroj tvořily dva kanóny DEFA ráže 30 mm, které byly umístěny pod vstupním ústrojím. Na vnějších závěsníkách, mohly být zavěšeny dvě rakety vzduch-vzduch AIM-9B Sidewinder. Proti pozemním cílům mohl Etendard IV použít pumy o hmotnosti 250/400 kg nebo neřízené rakety ráže 68 mm.
Průzkumné stroje Étendard IVP se od bojové verze lišily tím, že neměly zabudovaný kanón. Místo toho byly vybaveny třemi fotoaparáty od francouzské společnosti Omer. V upraveném nose letadla byl jeden fotoaparát nasměrováný dopředu a zbylé dva do stran. Další dva fotoaparáty se nacházely v odnímatelném kontejneru, který mohl být připevněn na spodní straně trupu.

## Služba

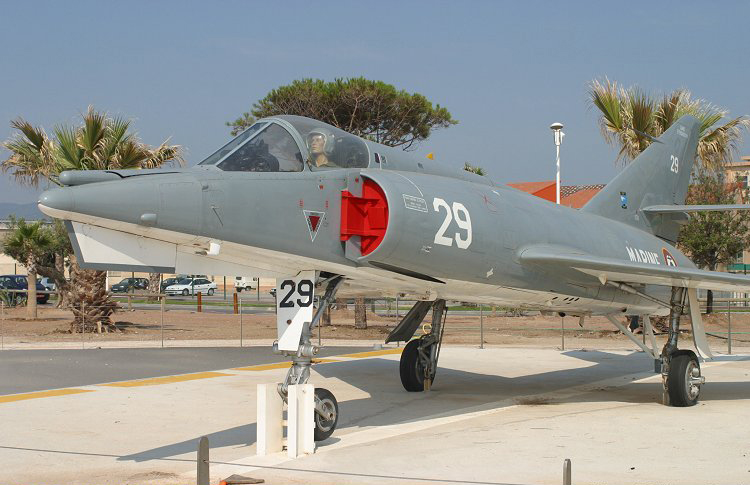
Étendard IVM vystavený ve Fréjus Saint Raphael ve Francii

Do ostré bojové akce se dostala pouze průzkumná varianta Étendard IVP:
- V roce 1983 se do občanské války Libanonu zapojily mezinárodní mírové sbory, mezi nimi i francouzské ozbrojené síly. Vedle jiných letadel byly nasazeny i stroje Étendard IVP,[3] které startovaly z letadlových lodí Foch a Clemenceau. Étendardy IVP prováděly průzkum nebo sbíraly informace o škodách způsobených při náletech bojových letadel  Super Étendard. Během této operace byl 23. září jeden ze strojů Étendard IVP zasažen raketou protivzdušného systému 9K32 Strela-2, pilotovi se však podařilo dostat stíhačku zpět na palubu Foch.
- V roce 1987 během íránsko-irácké války se dvě letadla Étendard IV na palubě Clemenceau zúčastnila operace Prométhée. Clemenceau byla do oblasti vyslána, aby chránila francouzské obchodní lodě před íránskými bojovými čluny.
- Od roku 1993 bylo několik strojů Étendard IVP spolu s letadlovou lodí Clemenceau nasazeno ve válce v Jugoslávii. 15. dubna 1994 Etendard IVPM „115“ pořizoval fotografické snímky nad městem Goražde, když ho zasáhla raketa systému protivzdušné obrany. Přestože letadlo bylo těžce poškozeno, pilotovi se podařilo vrátit se zpět na palubu lodi.[4]
- Francouzské Étendardy IVP též byly nasazeny během operace Spojenecká síla v roce 1999 nad Kosovem

## Varianty
- Étendard IV - prototyp (1 kus);
- Étendard IVM
- Étendard IVP
- Étendard IVPM

## Uživatelé
Francie
- Aviation Navale

## Specifikace

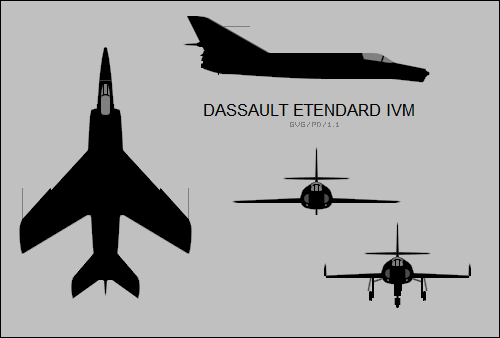
Třípohledová silueta Étendard IVM

### Technické údaje
- Posádka: 1
- Délka: 14,4 m
- Rozpětí: 9,60 m
- Výška: 3,79 m
- Nosná plocha : 29 m²
- Hmotnost (prázdný): 5 900 kg
- Vzletová hmotnost: 5 900 kg
- Maximální vzletová hmotnost: 8 170 kg
- Pohonná jednotka: 1 × proudový motor SNECMA Atar8B o tahu 43,16 kN

### Výkony
- Maximální rychlost: 1 090 km/h
- Dolet: 3 300 km
- Dostup: 15 500 m
- Počáteční stoupavost: 100 m/s
- Plošné zatížení: 282 kg/m²
- Poměr tah/hmotnost: 0,54

### Výzbroj
- Hlavňová výzbroj: 2 × 30mm kanon DEFA 552 se 150 náboji na zbraň
- Rakety: Rakety Matra; 18× raket SNEB ráže 68 mm
- Pumy: 1 360 kg nákladu na 4 vnějších závěsech, včetně pum či přídavných nádrží